# The Price of Possession
The Price of Possession er en amerikansk stumfilm fra 1921 af Hugh Ford.

## Medvirkende
- Ethel Clayton som Helen Carston
- Rockliffe Fellowes som Jim Barston
- Maude Turner Gordon som Lady Dawnay
- Reginald Denny som Robert Dawnay
- Clarence Heritage som Lord Dawnay
- George Backus som Samuel Poore
- Isabel West som Mrs. Poore
- Pearl Shepard som Eva Poore